# Heptapotamia eustratii
Heptapotamia eustratii là một loài bướm đêm trong họ Noctuidae.